# Рахила (име)
Рахила је женско име које води порекло из хебрејског језика и има значење: јагње.

## Повест
У старом завету Рахила је била ћерка богатог газде Лабана, код кога је служио Јаков, један од праотаца Хебреја, син Исака и унук Аврама. После седам година службе он је успео да ожени газдину ћерку Рахилу и из тог брака имали су двоје деце: Јосифа и Венијамина.

## Варијације
- Рахел
- Рахел
- Рејчел (енгл. Rachel)
- Рахел
- Рахел
- Рахел
- Ракел (швед. Rakel)

## Имендани
- 4. фебруар.
- 2. мај.
- 11. јул.
- 24. октобар.